# 酒井忠得
酒井 忠得（さかい ただえ）は、江戸時代中期の上野国前橋藩（のち播磨国姫路藩）の世嗣。官位は従四位下・河内守。

## 略歴
前橋藩9代藩主（のち姫路初代藩主）・酒井忠恭の次男として誕生。母は榊原政邦の娘・考（孝子）。
当時上野国前橋藩主だった忠恭の嫡子として生まれ、延享4年（1747年）に徳川家重に御目見する。宝暦2年（1752年）には叙任されたが、家督を継ぐことなく宝暦5年（1755年）に18歳で早世した。
代わって、弟・忠宜が嫡子となった。